# Andrea del Castagno
Andrea del Castagno (italijanščina: [anˈdrɛːa del kaˈstaɲɲo]) ali Andrea di Bartolo di Bargilla (izgovarja se [anˈdrɛːa di ˈbartolo di barˈdʒilla]; ok. 1419–19. avgusta 1457 je bil italijanski renesančni slikar iz Firenc, na katerega sta vplivala predvsem Masaccio in Giotto di Bondone. Njegova dela vključujejo freske v cerkvi Sant'Apolloniji v Firencah in naslikan konjeniški spomenik Niccolòja da Tolentina (1456) v stolnici v Firencah.  On je vplival na šolo ferrarsko šolo Cosmè Tura, Francesca del Cossa in Ercole de' Roberti.

## Življenje

### Zgodnja leta
Andrea del Castagno se je rodil v Castagnu (danes kraj uradno imenovan po slikarju: Castagno d'Andrea), vasi blizu Monte Falterone, v hibovitem zaledju Firenc. Med vojno med Firencami in Milanom je živel v Coreli in se po koncu vrnil na svoj dom. Leta 1440 se je preselil v Firence pod zaščito Bernadetta de' Medici. Tu je na pročelju Palazzo del Podestà naslikal portrete meščanov, obešenih po bitki pri Anghiariju in si pridobil vzdevek Andrea degli Impiccati.
O njegovem šolanju je malo znanega, čeprav se domneva, da je bil vajenec pri Fra Filippu Lippiju in Paolu Uccellu. V letih 1440–1441 je v bolnišnici Santa Maria Nuova izdelal fresko Križanje in svetniki, katere perspektivno usmerjena konstrukcija in figure kažejo vpliv Masaccia.
Leta 1442 je bil v Benetkah, kjer je izdelal freske v kapeli San Tarasio v cerkvi sv. Zaharije. Kasneje je delal tudi v baziliki sv. Marka in zapustil fresko Smrt Device (1442–1443).
Nazaj v Firencah je za tamkajšnjo stolnico zasnoval obarvano okno z Snemanjem skriža. 30. maja 1445 je postal član ceha. Iz istega leta je freska Madona z otrokom in svetniki v zbirki Contini Bonacossi (galerija Uffizi).

### Zadnja večerja
Leta 1447 je Castagno delal v refektoriju benediktinskih nun v Sant'Apolloniji v Firencah, v spodnjem delu pa je naslikal fresko Zadnja večerja , zgoraj pa so jo spremljali drugi prizori, ki prikazujejo Jezusovo trpljenje: Križanje, Pokop in Vstajenje, ki sta zdaj poškodovana. Za to kombinacijo prizorov ni znano, da bi bila kdaj prej predstavljena. V samostanskem križnem hodniku je poslikal tudi luneto, ki prikazuje Pietà. Mnoge pomembne florentinske družine so imele hčere v samostanu v Sant'Apolloniji, zato je slikanje tam verjetno pritegnilo Andrea.
Zadnja večerja prikazuje talente Andree del Castagna v njegovih najboljših časih. Podrobnosti in naturalizem te freske prikazujejo načine, kako se je oddaljil od zgodnejših umetniških slogov. Verjetno je Leonardo da Vinci že poznal to delo, preden je naslikal svojo Zadnjo večerjo v bolj dramatični obliki, da bi bila v nasprotju s tišino teh del, tako da bi bilo prikazano več čustev.

### Pozno obdobje
V letih 1449–1450 je naslikal Marijino vnebovzetje s svetima Julijanom in Miniatom za glavni oltar (v kapeli sv. Julija) cerkve San Miniato fra le Torri v Firencah (danes v Berlinu).
V istih letih je sodeloval s Filippom Carduccijem pri slikanju serije Slavni ljudje za vilo Carducci v Legnaii. Sem spadajo Pippo Spano, Farinata degli Uberti, Niccolò Acciaioli, Dante Alighieri, Petrarka, Giovanni Boccaccio, Kumajska Sibila, Estera in Tomiri.
Iz okoli leta 1450 je tudi Križanje v Londonu, pa tudi David z Goljatovo glavo in Portret gospoda, oba v Washingtonu.
Med januarjem 1451 in septembrom 1453 je v firenški cerkvi Sant'Egidio dokončal freske s prizori Marijinega življenja, ki jih je dokončal Domenico Veneziano (zdaj izgubljene). Oktobra mu je Filippo Carducci naročil freske za svojo vilo v Soffianu, od katere sta danes preživeli Eva in uničena Madona z otrokom.
Leta 1455 je Andrea del Castagno delal v baziliki Santissima Annunziata (freske s Sv. Trojica s sv. Hironimom, Pavlo in Evstahijem ter sv. Julijanom in Odrešenikom, ki kaže poudarjen realizem). Tudi v teh letih se mu pripisuje Križanje za sveto Apolonijo. Leta 1456 je v Firenški stolnici izdelal fresko konjeniškega spomenika Niccolòja da Tolentina, zraven podobne slike Paola Uccella, ki upodablja Johna Hawkwooda.
Giorgio Vasari, umetnik in biograf italijanske renesanse, je trdil, da je Castagno umoril Domenica Veneziana , vendar je to nemogoče, saj je Veneziano umrl leta 1461, štiri leta po tem, ko je Castagno umrl zaradi kuge. Domneva se, da je Vasari ta primer umora zamenjal z drugim, v katerem je bil "Domenico di Matteo", ki ga je leta 1448 ubil "Andreino", vendar arhivski zapis kaže, da je to napačno branje: »Površen pregled razkrije dve stvari : prvič, da ime mrtvega slikarja ni Domenico di Matteo, ampak Domenico di Marco; in drugič, kar je bistveno bolj pomembno, da ni omembe, da ga je ubil slikar po imenu Andrea ali Andreino.«

## Izbor del
- Freske v cerkvi sv. Zaharija v Benetkah, 1442
- Freske v refektoriju samostana Sant'Apollonia v Firencah, 1447
- Freske slavnih moških in žena, Villa Carducci pri Firencah, 1450

Eno najbolj znanih Castagnovih del je devet fresk slavnih moških in žena iz Vile Carducci. Te posvetne podobe s skoraj kiparskim učinkom so bile odkrite v 19. stoletju, odstranjene iz vile in pripeljane v Firence, kjer jih je bilo mogoče videti v refektoriju (cenacolo) nekdanjega samostana Sant'Apollonia do poplave leta 1966. Danes jih lahko vidimo v nekdanjem Chiesa San Pier Scheraggio, oddelku galerije Uffizi. Vsak predstavlja tri bojevnike, ženske in pesnike, ki so bili znani v renesansi: Pippo Spano, Farinata degli Uberti. Niccolò Acciaiuoli, Kumajska Sibila, kraljica Estera in kraljica Tomiris ter Dante Alighieri, Francesco Petrarca in Giovanni Boccaccio.
- Freske v baziliki Santissima Annunziata v Firencah, 1455
- Grobnica Niccolò da Tolentina. Firenška stolnica, 1456

## Castagnov muzej
Samostan Sant'Apollonia (Cenacolo di Sant'Apollonia) v Firencah (Via San Gallo / Via XXVII Aprile) je zdaj muzej Castagno.